# 탑 스릴 드래그스터

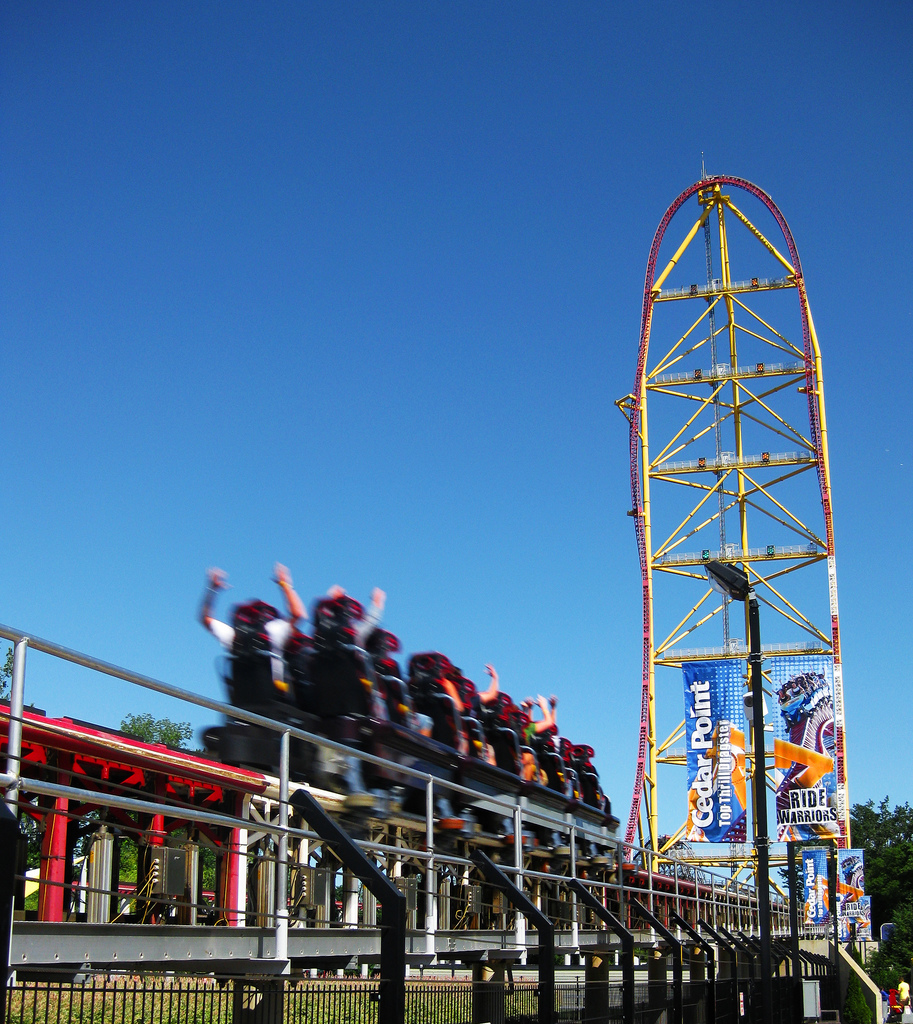
탑 스릴 드래그스터의 모습

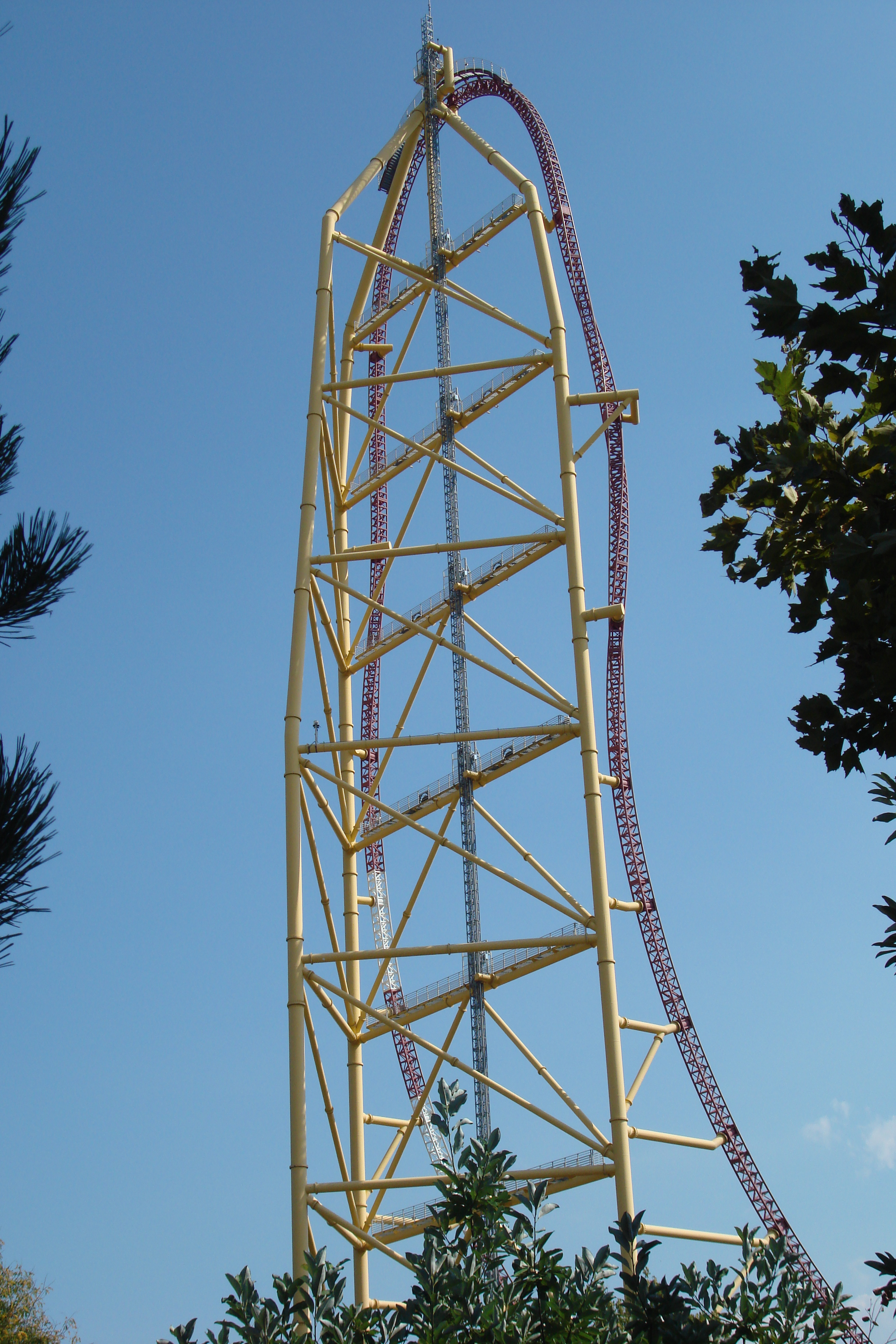
탑 스릴 드래그스터의 측면

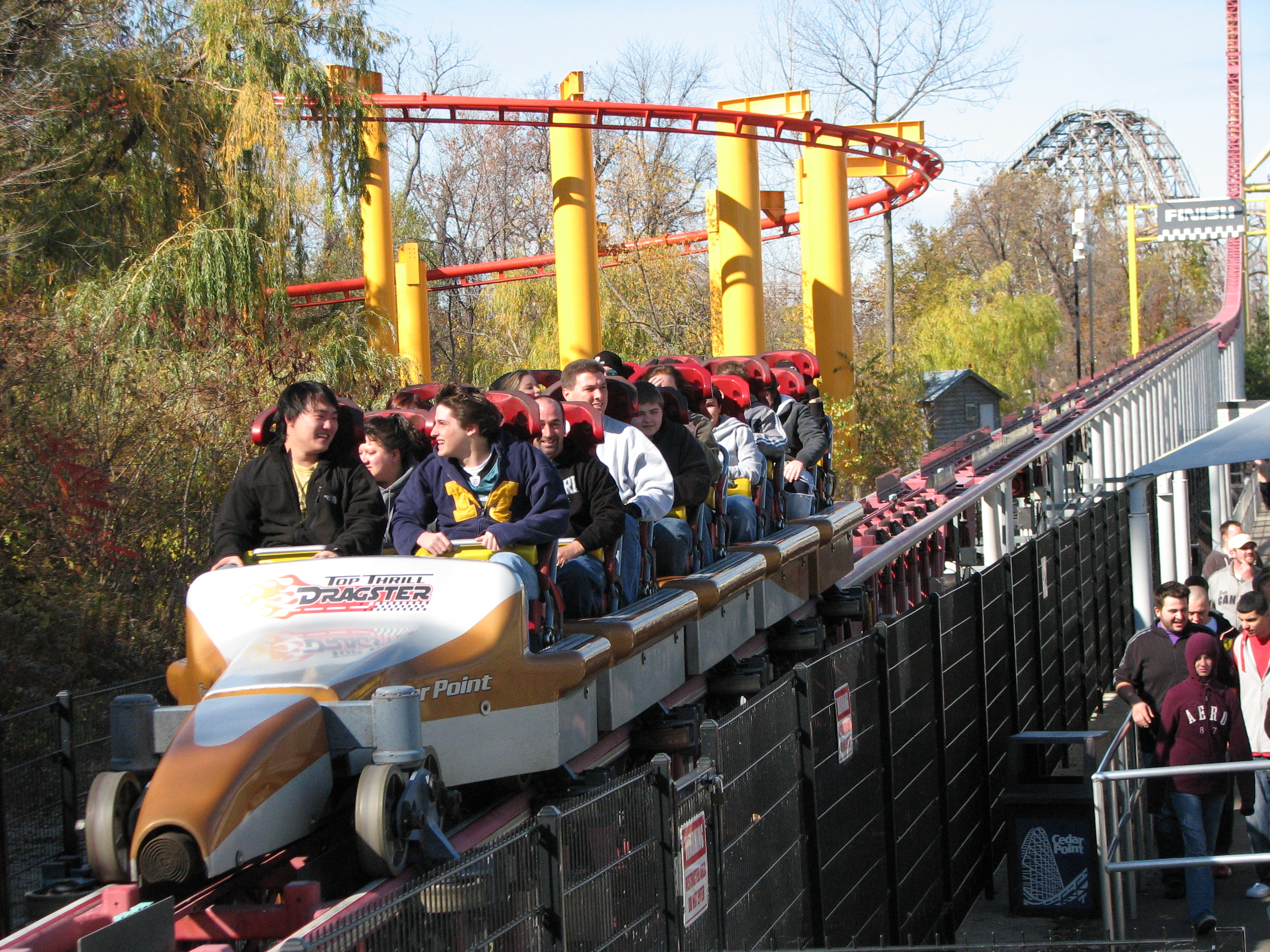
탑 스릴 드래그스터의 브레이크 주행 모습

탑 스릴 드래그스터(영어:Top Thrill Dragster)는 미국 오하이오주 샌더스키에 위치한 강철 가속기 롤러코스터이다. 1964년 블루 스트리크 이후 16번째로 건설된 롤러코스터이다. 2003년 당시 세계에서 가장 높은 롤러코스터이자 높이 120m를 넘는 최초의 풀 서킷 롤러코스터로 개장하였다. 이 기록은 후에 2005년 식스 플래그 그레이트 어드벤처에서 킹다 카에 의해 추월되었다. 탑 스릴 드래그스터는 킹다 카와 함께 현존하는 유일한 스트라타 코스터이다. 인타민이 만든 두 번째 유압식 롤러코스터로, 노트의 베리 팜에 있는 엑셀레이터에 이어 두 번째이다. 탑 스릴 그래그스터의 태그라인은 "Race for the Sky" 즉 “하늘을 위한 경주”이다.

## 사고
2021년 8월 15일, 열차 운행이 막바지에 다다랐을 때, 열차에서 이탈한 작은 금속 조각에 줄지어 기다리던 손님이 부딪혔다. "심각한 사고"로 묘사된 손님은 부상의 심각성에 대한 징후 없이 인근 병원으로 이송되었다. 시더 포인트는 시즌 남은 기간 동안 롤러코스터가(탑 스릴 드래그스터) 폐쇄될 것이라고 발표했다.이 조각은 나중에 선로를 따라 위치한 센서에 열차의 위치를 알리는 L자형 브래킷인 플래그 플레이트로 결정되었다. 오하이오주 농무부(ODA)의 조사 결과 판을 고정하는 볼트의 절반이 이탈한 것으로 밝혀졌다. ODA는 조사와 그 후의 재조사 기간 동안 탑 스릴 드래그스터의 폐쇄를 명령했다. 조사 결과, ODA는 "시더 포인트의 행동이나 행동이 법을 위반했다는 것을 발견하기에 충분한 증거가 없다"고 밝혀 2022년 2월에 조사를 종결했다.

## 개요
- 위치: 시더 포인트 공원 구간쌍둥이자리 미드웨이
- 좌표: 41 ° 29'2.25 "N 82 ° 41'10.38" W.
- 상태: 임시 휴업
- 소프트 오픈 날짜: 2003년 5월 1일
- 개장일: 2003년 5월 4일
- 비용: 2,500만 달러
- 유형: 스틸 - 출시
- 제조사: 인타민
- 디자이너: 베르너 스텐겔
- 모델: 액셀러레이터 코스터
- 리프트/런치 시스템: 유압식 발사
- 높이: 130m(420피트)
- 낮이: 400피트(120m)
- 길이: 2,800피트(850m)
- 속도: 120mph(190km/h)
- 반전: 0
- 열차 운행시간: 0:30
- 최대 수직 각도: 90 °
- 승객: 시간당 1,000명의 승객
- 가속: 0 ~ 120mph(0 ~ 193km/h) 4초
- 키 제한: 132–198cm(52–78 인치)
- 기차: 5량 편성의 6열차.  승객는 1열차를 제외하고 2열 2열로 총 18명이 1열차에 탑승한다.